# Disconnecteur
 (novembre 2020).
En plomberie, un disconnecteur est un organe de protection contre les retours d'eau vers un réseau à protéger (généralement d'eau potable) et de lutte contre la pollution de ce dernier.
Les modèles les plus courants sont de deux types :
- le type BA, qui est un disconnecteur à zone de pression réduite contrôlable ;
- le type CA, qui est un disconnecteur à zone de pression réduite non contrôlable.

La norme EN 1717 reconnait également des disconnecteurs mécaniques mais leur diffusion est plus confidentielle.

## Principe de fonctionnement

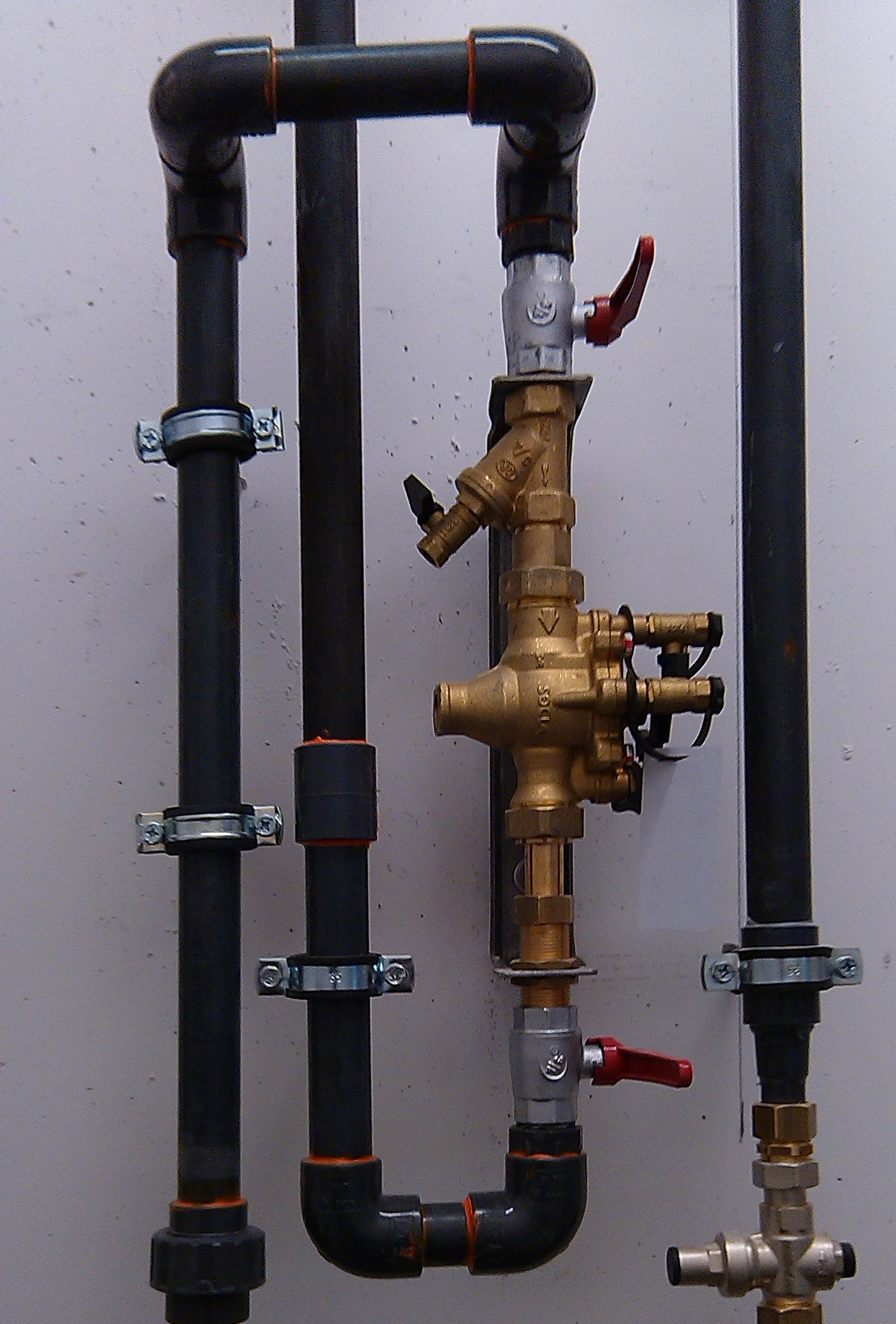
Disconnecteur - pose vers le bas, entrée d'eau en haut, configuration peu usitée.

Par principe, le réseau à protéger (le fournisseur) est en amont et le réseau susceptible de le polluer (l'utilisateur) en aval.
Un disconnecteur se compose de deux clapets antiretour montés en série.
De surcroît, la zone de pression réduite (entre les deux clapets) doit pouvoir être mise à l'air libre et se vidanger en cas d'inversion des pressions (baisse de pression amont ou surpression aval).
Ainsi, la sécurité par rapport à un simple clapet même très fiable est renforcée, d'une part par la redondance du système antiretour, d'autre part par l'impossibilité du transfert de fluide de l'aval à l'amont même en cas de déficience simultanée des deux clapets.

## Principes d'usage
La norme EN 1717 définit les principes de la protection contre la pollution de l’eau potable dans les réseaux intérieurs.
Elle propose une méthodologie d’analyse des risques au point d’utilisation et prescrit un niveau de protection que doivent atteindre les appareils à mettre en œuvre (dont les disconnecteurs — entre autres — font partie),.

### Classement des fluides
La norme EN 1717 classe les fluides suivant les usages :
- les usages domestiques concernant les habitations et locaux analogues où se trouvent des éviers, des lavabos, etc. et aussi de l'arrosage de jardin, des chauffe-eau et tous les usages faisant appel à des produits faiblement concentrés non dangereux pour la santé humaine ;
- les usages non domestiques qui ne correspondent pas aux usages domestiques, par exemple les circuits fermés (eau de chauffe), les réseaux d'eau stagnante (sprinkler) ou qui correspondent à une activité professionnelle voire industrielle (irrigation, bains publics et piscines compris).

Ladite norme classe également les fluides susceptibles d'être rencontrés en cinq catégories :
- la catégorie 1 correspond à l'eau potable distribuée par un réseau ad hoc ;
- la catégorie 2 correspond à un fluide ne présentant aucun danger pour la santé humaine et pouvant convenir à la consommation humaine, y compris l’eau potable ayant subi une modification du goût, de l’odeur, de la couleur ou de sa température ;
- la catégorie 3 correspond à un fluide présentant un certain danger pour la santé humaine du fait de la présence de substance(s) toxique(s)[4] ;
- la catégorie 4 correspond à un fluide présentant un danger pour la santé humaine du fait de la présence de substance(s) toxique(s), radioactive(s), mutagène(s) ou cancérigène(s)[4] ;
- la catégorie 5 correspond à un fluide présentant un danger pour la santé humaine en raison de la présence d’éléments microbiologiques ou viraux.

### Analyse des risques

#### Causes possibles d'un retour d'eau
Au sens de la norme EN 1717, il peut s'agir d’un retour ou d’un refoulement.
Un retour est dû à la mise en dépression du réseau d'alimentation, cette dernière pouvant se produire lors d'une demande en amont que ledit réseau n'arrive pas à combler (ouverture d'un hydrant) ou si sa pompe d'alimentation devait s'arrêter pour une raison ou une autre.
Un refoulement est dû à la contre-pression provenant du réseau alimenté dans lequel la pression est plus élevée que la pression dans le réseau amont.

#### Définition du risque
C'est au point d’utilisation, c'est-à-dire là où l’eau est soutirée directement ou par un équipement que se définissent deux critères :
- la garde d'air, distance entre le point bas de l'arrivée d'eau et le niveau maximal en aval en situation de défaut ;
- le niveau critique, correspondant à la pression piézométrique que peut subir le point d'utilisation du fait du réseau en aval.

Plus clairement : soit le raccordement est interrompu, soit il est continu et peut être soumis à une contrepression.
C'est en fait le critère « sans pression » ou « sous pression » qu'il convient de définir.

#### Définition du type de protection
La norme EN 1717 définit différents types de dispositifs de protection identifiés par deux lettres dont la première désigne le genre de protection et la deuxième une variante dans le genre :
- initiale A : surverses, avec notamment type AA : surverse totale ; le reflux est rendu impossible par la rupture physique de l'alimentation (inapproprié pour une conduite d'eau potable) ;
- initiale B, avec l'unique type BA : disconnecteur à zone de pression réduite contrôlable ; le fait qu'on puisse contrôler l'efficacité du système le rend quasiment infaillible ;
- initiale C, avec l'unique type CA : disconnecteur à zone de pression réduite non contrôlable ; moins sûr que le précédent notamment à cause de la vétusté ;
- initiale D : rupteurs atmosphériques, avec notamment type DA : soupape anti-vide ; fonctionnent comme des clapets antiretour et permettent l'admission d'air en aval (ne fonctionnent que « sans pression ») ;
- initiale E : clapets antipollution[6], dont les quatre types suivants :
  - type EA : simple clapet contrôlable ; sa défaillance demeure invisible ; le fait qu'on puisse contrôler l'efficacité du système permet une certaine confiance ;
  - type EB : simple clapet non contrôlable ; moins sûr que le précédent notamment à cause de la vétusté ;
  - type EC : double clapet contrôlable ; sa défaillance demeure invisible ; plus sûr qu'un simple clapet grâce à la redondance ;
  - type ED : double clapet non contrôlable ; moins sûr que le précédent notamment à cause de la vétusté ;
- initiale G : disconnecteurs mécaniques ;
- initiale H : « disconnecteurs » d'extrémité ; pas vraiment des disconnecteurs mais plutôt des rupteurs à admission d'air en amont ; ne fonctionnent que « sans pression » ;
- initiale L : clapets d’entrée d’air ; leur rôle est de permettre l'admission d'air en cas de dépression (ne fonctionnent que « sans pression »).

### Détermination des moyens
Une fois déterminés les risques encourus et connaissant les spécificités des types de protection possibles, il s'agit de déterminer le type d'appareil adapté à son cas suivant la norme EN 1717.
Ainsi, pour alimenter une installation de chauffage, c'est le disconnecteur (type BA ou CA) qui s'impose alors que, pour l'alimentation d'une habitation, le type EA sera suffisant.
Pour un réseau traitant des eaux contaminées, ce sera forcément par surverse (type A_), tout comme d'ailleurs l'alimentation d'un réservoir de chasse, dans ce cas plutôt par la simplicité du procédé.
À noter cependant : certains types d'appareils (dont notamment les disconnecteurs) ne peuvent être utilisés dans les zones à risque d'inondation du fait de leur mise à l'air libre ; cette dernière pourrait en effet polluer le réseau qu'elle est censée protéger.
En tout état de cause, il appartient à l'usager de maintenir en état de service les dispositifs mis en œuvre et d'en rendre compte. Selon le Règlement Sanitaire Départemental Type français, pour ce qui concerne les disconnecteurs BA : « l'appareil et ses éléments annexes doivent être maintenus en bon état de fonctionnement : des essais de vérification des organes d'étanchéité et de mise à décharge comportant les mesures correspondantes sont effectués périodiquement sous la responsabilité du propriétaire et au moins une fois par an ; les résultats sont notés sur une fiche technique propre à l'appareil et transmis à l'autorité sanitaire. »